# 英皇陛下政府 (術語)
國王陛下政府（英語：His Majesty's Government）是現今英國政府和15個英聯邦王國成員國政府所使用的正式名銜。當英國君主是女性時，此名會改為女王陛下政府（英語：Her Majesty's Government）。
英國政府會使用這個名銜，是因為在英國憲法裡，行政權是屬於君主的，並由官員（大臣）代為行使。實際上，政府是一個由君主的眾官員組成的行政機關。在其它英聯邦國家中，「政府」一詞僅指行政機關，並不包括國會和法院。
在某些國際場合，英國政府一般使用「國王陛下的聯合王國政府」或「國王陛下的不列顛政府」來避免和其它英聯邦王國的政府相混淆。

## 名號的歷史
在大英帝國的歷史上，「國王陛下政府」這一名號起初只由倫敦的中央政府使用。隨著英聯邦的組成，自主執政的自治領開始取得獨立主權，在政治的地位上跟聯合王國（英國）相同，因此從1920年代至1930年代開始英國政府以外的自治領政府也使用「國王陛下政府」的名號，而殖民地、海外領土、海外省的政府仍舊使用「〇〇政府」的稱號。當時在愛爾蘭也有「國王陛下的愛爾蘭自由邦政府」。
如今，大多數英聯邦國家政府均已改用「〇〇政府」的稱號，故只剩下英國政府和加拿大政府是「國王陛下政府」這一名銜的主要使用者。「國王陛下的不列顛政府」這詞一般是在處理外交時使用，最常見的應用就是在英國護照上。雖然英聯邦王國現在已經很少再使用「國王陛下政府」的名號，但使用它仍然合法。

## 使用
政府官員經常使用縮寫HMG來描述英國內閣的成員和各政府部門的高級公務員。此名稱源自官員們擔任的憲制職務，透過在樞密院向君主進言來管治國家。
某一屆的政府或內閣通常以當時首相的名字識別，例如白高敦內閣。

## 外部連結
- 唐寧街10號官方網站
- Directgov，英國政府公共服務網站
  - （页面存档备份，存于）
- 女王陛下政府，由英國國會下議院編製的目錄